# Palomeque
Palomeque là một đô thị trong tỉnh Toledo, Castile-La Mancha, Tây Ban Nha. Theo điều tra dân số 2006 (INE), đô thị này có dân số là 739 người. Vào năm 2021, dân số tại đây đã tăng lên 1090 người.